# Верхний Наур
Верхний Наур (чечен. Лакха-Нёвре) — село в Надтеречном районе Чеченской Республики. Административный центр Верхненаурского сельского поселения.

## География
Село расположено на правом берегу реки Терек, в 8 км к юго-востоку от районного центра — села Знаменское и в 55 км к северо-западу от города Грозный.
Ближайшие населённые пункты: на севере — село Алпатово, на северо-востоке — станица Наурская, на востоке — село Надтеречное, на юго-востоке — посёлок Минеральный, на юго-западе — село Калаус и на северо-западе — село Знаменское.

## История
Постановлением Президиума Верховного Совета ЧИ АССР от 14 августа 1989 года село было переименовано в Лакха Нерве (Верхний Наур).

## Население
| 1970  | 1990  | 2002  | 2010  | 2012  | 2013  | 2014  |
| ----- | ----- | ----- | ----- | ----- | ----- | ----- |
| 2965  | ↗3013 | ↗5025 | ↗5441 | ↗5636 | ↗5751 | ↗5847 |
| 2015  | 2016  | 2017  | 2018  | 2019  | 2020  | 2021  |
| ↗5954 | ↗6020 | ↗6091 | ↗6115 | ↗6186 | ↗6188 | ↗6451 |
| 2023  | 2024  |       |       |       |       |       |
| ↗6466 | ↗6468 |       |       |       |       |       |

Национальный состав
По данным Всероссийской переписи населения 2010 года:
| Народ               | Численность, чел. | Доля от всего населения, % |
| ------------------- | ----------------- | -------------------------- |
| чеченцы             | 5 394             | 99,14 %                    |
| другие / не указано | 47                | 0,86 %                     |
| всего               | 5 441             | 100,00 %                   |

## Микротопонимия
- Куьзга доьхна чоь (Кюзга дёхна чё) — «Низина, где разбилось зеркало». Урочище знаменито тем, что здесь во время переезда из аула в хутор было случайно разбито единственное на всех жителей аула небольшое зеркальце. Расположено в северной части села Верхний Наур.
- Сатийханан тӏай (Сатийханан тай) — «Мост Сатийханы». Урочище в северной части села Верхний Наур. Название связано с именем женщины-нарта Сатийхи, персонажа, часто встречающегося в вайнахской мифологии.
- Таьллингаш лаьттина чоь (Тяллингаш ляттина чё) — «Впадина, где стояли виноградники». В северной окраине села Верхний Наур.
- Шина эвлан юкъ (Шина эвлан юк) — «Середина двух селений». В черте села. Делит село на верхнюю и нижнюю половины.
- Навран чоь (Навран чё) — «Внутренний Наур». Южная окраина села.
- Навран Iуьрг (Навран ург) — «Туннель Навра». Урочище к югу села Верхний Наур, на северных отрогах Терского хребта. Подземный туннель, проложенный под землёй и направленный на запад, выходящий на южную окраину села  Гвардейское. Название связано с именем мифического нарта Наура.
- Батӏал чувахна токхум (Батал чувахна токхум) — «Обрыв, куда сорвался Батал». Урочище в северной части села. «Батӏал» — редкое мужское собственное имя. В селе также имеется фамилия Баталов.
- Паччахьалкхан дукъ (Паччхалкхан дук) — «Казённый хребет». В южной части села Верхний Наур, где находились казённые леса. Такое название сохранилось с XIX века, когда все земли, отобранные у местного населения, были раздарены царём за особые «заслуги» дворянам и помещикам из местной буржуазии.
- Хьадин кӏотар (Хадин котар) — «Хадин хутор». Устаревшее название урочища, где некогда находился одноимённый хутор. Хьада — редкое мужское и женское чеченское имя, от «хьада» — повелительное наклонения глагола «беги!», «хьадал» — человек-вестовой. В селе также имеется фамилия Хадиев.

## Инфраструктура
В селе действуют: 
- Верхненаурская средняя общеобразовательная школа №1
- Верхненаурская средняя общеобразовательная школа №2
- МБДОУ Детский сад №1
- МБДОУ Детский сад №2
- Дом Культуры
- Почтовое отделение
- 1 соборная и несколько квартальных мечетей

- СДК села

## Тайпы
- аккий,
- алларой[22],
- беной,
- билтой,
- дишний[22],
- зандакой[22],
- нашхой[22],
- харачой[22],
- цонтарой[22],
- шикарой,
- элистанжхой[22],
- энгеной[22].

## Известные уроженцы
Хамзат Нашхоевский — военный деятель, участник Кавказской войны.